# روبرت فلايشر
روبرت فلايشر (بالإنجليزية: Robert Fleisher)‏ هو معلم موسيقى وملحن أمريكي، ولد في 1953 في نيويورك في الولايات المتحدة.